# José Luis Costa Velasco
José Luis Costa Velasco (Madrid, 1947-Logroño, 3 de agosto de 2021) fue un periodista español.

## Biografía
Nació en Madrid. Realizó su formación en la Escuela de Periodismo, en la Facultad de Ciencias Políticas (Universidad Complutense de Madrid) y en el Instituto Social León XIII. 
El 18 de julio de 1968 comenzó su labor periodística en el diario La Verdad (Murcia), para continuarla en la editorial Católica, Aragón Exprés (Zaragoza), donde fue subdirector (1973-1980) y en otro diario de Badajoz. 
Se incorporó al mundo de la radio en San Sebastián. Posteriormente se trasladó a Logroño, donde trabajó como redactor en Radio Nacional de España en La Rioja hasta su jubilación (1981-2007), con un intervalo de cuatro años, en el que fue director de Radiocadena Española en Calahorra.
Casado con Magdalena Egea Ureña. El matrimonio tuvo dos hijos: Josechu y Alberto.